# رسم الشعر

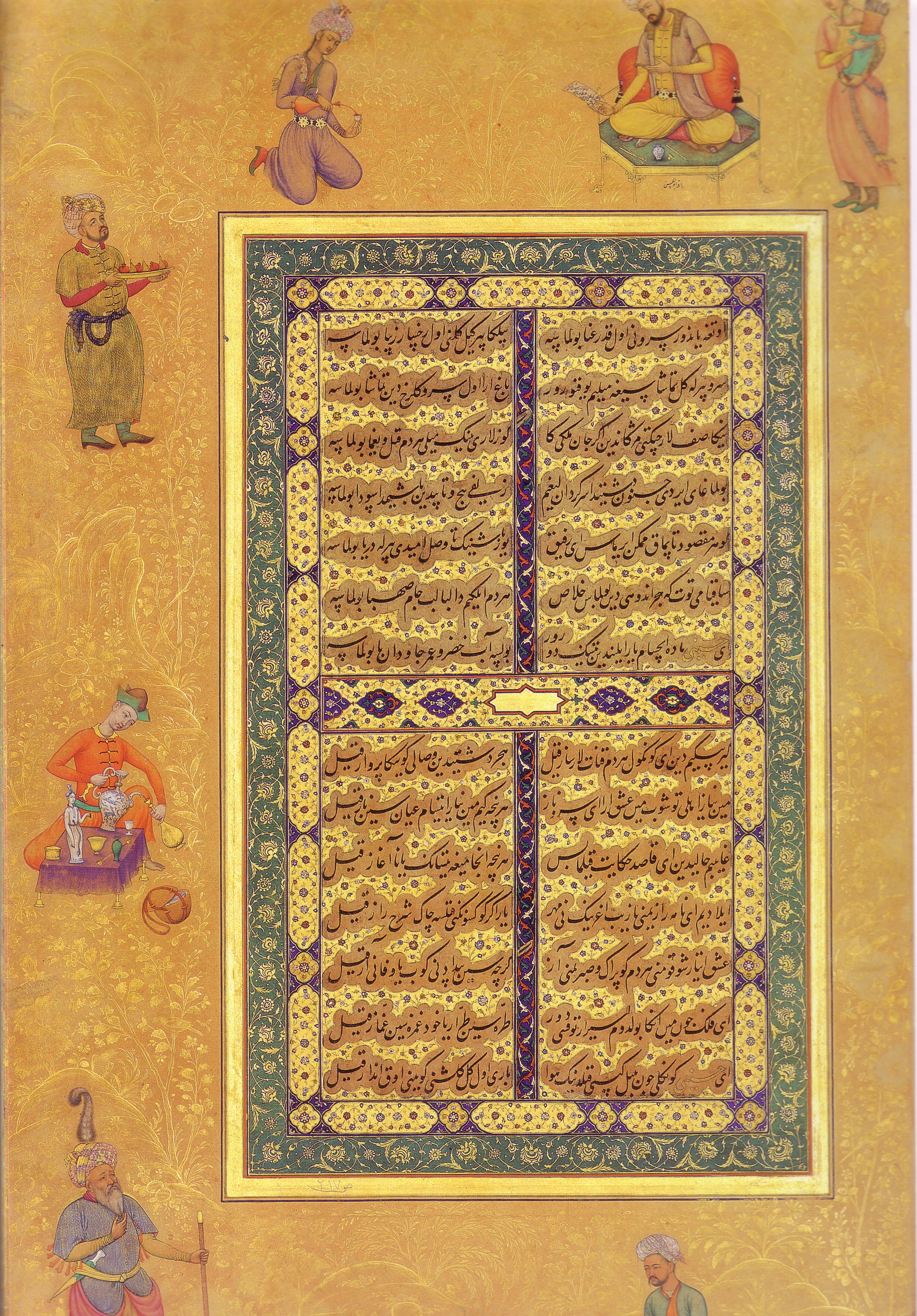
ورقة من مُورقة جولشان مع تصوير ملون لأشكال بشرية ورسم للشعر

رسم الشعر أو التشعير هو مصطلح وطريقة في فن الزخرفة الإسلامية وخاصةً الرسم الإيراني والعربي، ويُستخدم في ترتيب الكتب أو المخطوطات والمنمنمات والمخطوطات. في التشعير، تُزيّن هوامش الصفحات بزخارف حيوانية وطيور وأزهار ونباتات. إن الألوان في التشعير محدودة، ويُستخدم الذهب بكثرة.
في الواقع، الزخرفة نوع من زخارف المخطوطات يُنفذ على هوامش المخطوطات، وعادةً ما يكون بلون أو لونين أو حتى ثلاثة ألوان من الذهب. الزخرفة هي نقش بلون أو لونين يُرسم على هوامش وعناوين بعض الكتب، والأبواب والجدران، والستائر والمساحات في قاعات المحاكم الإيرانية، والستائر المطلية. وقد شُوهد في تجليد الكتب، وفن الخط، والنقش على المعادن، والخط العربي.
كلمة "طُشْر" مشتقة من كلمة "شُعْر"، وتشير إلى نقوش دقيقة للغاية للنباتات والطيور والأشجار. ولأن نقوش الطُشْر، التي هي في جوهرها نقوش للحيوانات والمناظر الطبيعية وأشكالها المختلفة، كانت تُنفَّذ غالبًا بالذهب وبفرش دقيقة للغاية، فقد شُبِّهت دقة خطوطها بالشعر.

## التاريخ
بدأ استخدام الخط، إلى جانب التذهيب، لتزيين الهوامش الأكبر في المخطوطات في إيران منذ العصر التيموري، ومنه دخل للعالم الإسلامي، وربما تأثر بالرسم الصيني.
انتشرت الرمزية في إيران في أواخر القرن التاسع (القرن الخامس عشر) وأوائل القرن العاشر (القرن السادس عشر). وكثيرًا ما رسم الرسامون الإيرانيون هذه الزخارف التشعيرية باللون الذهبي على خلفيات زرقاء سماوية. ويُعتبر الرسام ميرق النقاش أحد أساتذة ورواد الرمزية في إيران.
من بين أشهر المزخرفين المُشعّرين في العصور السابقة، هم "صالح مذهب"، و"ميرزا عبد العلي مذهب"، و"ميرزا شكر". تجدر الإشارة أيضًا إلى أن بعضًا من أشهر المزخرفين كانوا أيضًا بارعين في فن التذهيب. إن أدوات المزخرفين المٌشعرين هي نفسها أدوات التذهيب.

## أنواع التشعير
تعتمد تسمية أنواع التشعير في الغالب على الأساليب والتقنيات ومكان تقديمها.

### التشعير النباتي أو تشعير الزهرة والشجيرة
في فنّ التشعير النباتي، تُرسم الصور على أعلى وأسفل الأوراق والزهور باستخدام الذهب، أو الألوان البيضاء أو الزرقاء، أو الألوان الأساسية وظلال اللاجورد أو الأسود أو الطين المغرّي وما شابه ذلك، على هوامش الكتب. وفي الزخارف التزيينية للمصحف الشريف وغلافه، يُستخدم هذا النوع من التشعير وحده، إلى جانب فنّ التذهيب.

### تشعير الوحوش أو تشعير الوحوش
في فنّ تشعير الوحوش، الذي ينقسم إلى نوعين: "الصيد" و"الصراع والاشتباك"، تُرسم الصور العامة والنقوش لمختلف أنواع الطيور والحيوانات البرية والبحرية والأسطورية، في تكوينات خاصة تتناسب مع موضوع الكتاب الرئيسي، وذلك بأقل قدر من الألوان وبأسلوب رمزي.
كما يُرى في أسلوب التشعير هذا صورٌ للسماء والغيوم وقمم الجبال والصخور.

## أعمال مُشعّرة
- مورقة الجلشان